# Nana Tuffour
Nana Tuffour (também James Kwaku Tuffour, 14 de fevereiro de 1954 - 15 de junho de 2020) também conhecido como 9-9-2-4 foi um cantor e compositor ganense do Highlife. Ele é conhecido por canções populares de alta vida como Aketekyiwa, Abeiku e Owuo sei fie e teve quinze álbuns em seu crédito.

## Vida e carreira
Nana Tuffour iniciou sua carreira musical com o tecladista Alex Konadu, e se juntou à banda Wanto Wazuri como pianista, mais tarde se tornou o vocalista principal da Waza Africo Band, e também lançou seu primeiro álbum Highlife Romance em 1979. Nana viajou para Nigéria e trabalhou com o rei Sunny Adé como tecladista.

## Morte
Nana faleceu no dia 15 de junho de 2020, ao 66 anos.